# 辻朋邦
辻 朋邦（つじ ともくに、1988年〈昭和63年〉11月1日 - ）は、日本の実業家。サンリオ代表取締役社長。祖父はサンリオ創業者で代表取締役会長の辻信太郎。

## 来歴・人物
東京都出身。父はサンリオ元副社長の辻邦彦、母は同社常務執行役員の辻友子。慶應義塾中等部、慶應義塾高等学校を経て、2011年3月、慶應義塾大学文学部社会学専攻卒業。
大学卒業後は大手食品メーカーに就職するも、2013年11月にサンリオ代表取締役副社長であった父が急逝したことを受け、2014年1月にサンリオ入社。入社時は経理部に配属。2015年企画営業本部担当執行役員、2016年取締役、2017年専務取締役を経て、2020年7月に代表取締役社長（第2代）に就任した。